# Величко, Геннадий Иосифович

Мемориальная доска в Каменске-Шахтинском

Генна́дий Ио́сифович Вели́чко (белор. Генадзь Iосіфавіч Вялічка; 1922 — 1999) — участник Великой Отечественной войны, снайпер 1008-го стрелкового полка 266-й стрелковой дивизии 3-й гвардейской армии Юго-Западного фронта, старший сержант, Герой Советского Союза.

## Биография
Родился 15 февраля 1922 года в деревне Лутно (ныне Шкловский район, Могилёвская область, Беларусь) в крестьянской семье. Белорус.
Окончил 7 классов, работал в колхозе.
В Красной Армии с 1940 года. Участник Великой Отечественной войны с июня 1941 года. Снайпер 1008-го стрелкового полка старший сержант Геннадий Величко с начала войны по июнь 1943 года уничтожил из снайперской винтовки более 330 гитлеровцев. Был награждён именной снайперской винтовкой.
Будучи отличным стрелком, Г. И. Величко стал инструктором снайперского дела и подготовил для фронта четырнадцать снайперов, которые впоследствии истребили немало вражеских солдат и офицеров и за свой ратный труд были награждены орденами и медалями.
С 1946 года лейтенант Величко Г. И. — в запасе. Член ВКП(б)/КПСС с 1950 года. Работал в городе Каменск-Шахтинский Ростовской области, был депутатом горсовета. В 1963 году окончил электромеханический техникум. С 1967 года жил и работал в городе Енакиево Донецкой области Украины, затем переехал в Ставропольский край — в город Минеральные Воды.
Умер 21 октября 1999 года. Похоронен на гражданском кладбище в Минеральных Водах.

## Награды
- Указом Президиума Верховного Совета СССР от 26 октября 1943 года за образцовое выполнение боевых заданий командования на фронте борьбы с немецко-фашистским захватчиками и проявленные при этом мужество и героизм старшему сержанту Величко Геннадию Иосифовичу присвоено звание Героя Советского Союза с вручением ордена Ленина и медали «Золотая Звезда» (№ 1051).
- Награждён орденами Ленина, Красного Знамени (1943), Отечественной войны I степени, медалями.
- Наградное оружие - именная 7,62-мм снайперская винтовка обр. 1891/1931 гг.[4].

## Память
- В городе Минеральные Воды на аллее Героев Советского Союза мемориала погибшим минераловодцам в Великой Отечественной войне установлен барельеф Г. И. Величко.
- В Парке Победы Каменска-Шахтинского Герою установлена мемориальная доска[5].
- Его имя носит пионерская дружина (г. Шклов, Могилёвская область, Республика Беларусь). В музее гимназии г. Шклова одна из экспозиций посвящена Герою.